# McConnell (Virginia Occidental)
McConnell es un lugar designado por el censo ubicado en el condado de Logan en el estado estadounidense de Virginia Occidental. En el Censo de 2010 tenía una población de 514 habitantes y una densidad poblacional de 590,64 personas por km².

## Geografía
McConnell se encuentra ubicado en las coordenadas 37°49′44″N 81°57′50″O / 37.82889, -81.96389. Según la Oficina del Censo de los Estados Unidos, McConnell tiene una superficie total de 0.87 km², de la cual 0.81 km² corresponden a tierra firme y (6.55%) 0.06 km² es agua.

## Demografía
Según el censo de 2010, había 514 personas residiendo en McConnell. La densidad de población era de 590,64 hab./km². De los 514 habitantes, McConnell estaba compuesto por el 96.3% blancos, el 1.75% eran afroamericanos, el 0% eran amerindios, el 0.19% eran asiáticos, el 0% eran isleños del Pacífico, el 0.39% eran de otras razas y el 1.36% pertenecían a dos o más razas. Del total de la población el 1.56% eran hispanos o latinos de cualquier raza.